# کاتالین بوتزاتو
کاتالین بوتزاتو (رومانیایی: Cătălin Botezatu؛ زادهٔ ۳ دسامبر ۱۹۶۶) طراح مد، مدل، و تهیه‌کننده تلویزیونی اهل رومانی است.
او فعالیت حرفه‌ای خود را از سال ۱۹۸۵ به‌عنوان مدل آغاز کرد و پس از مدت کوتاهی برنده جایزهٔ European Male Model of the Year شد.